# Sara Brahmer Svendsen
Sara Brahmer Svendsen (født 1991) er en dansk atletikudøver som startede sin karriere i Viking Rønne på Bornholm og kom i 2007 ind i københavnerklubben Sparta, som hun er blevet dansk holdmester med i årene 2007-2011. I 2012 skiftede hun til Hvidovre AM sammen med sin lillesøster Bianca Brahmer Svendsen. Begge har boet i Albertslund i en længere årrække, hvor meget af den daglige træning foregik i nabobyen Glostrup (Glostrup Stadion).
Sara Brahmer-Svendsen, der har dyrket atletik siden hun var cirka 13 år gammel, blev dansk juniormester for 18-19-årige på 100, 200 og 400 meter i 2010 og var desuden på det danske juniorlandshold i 2008 og 2010. 
I 2011 vandt hun bronze på 400 meter til indendørs DM og guld ved udendørs DM. Tillige blev hun udtaget til det danske atletiklandshold på 4 x 100 meter. 
I 2012 vandt hun bronze på både 100 meter. og 200 meter til de Danske Mesterskaber på Østerbro Stadion. 

## Danske mesterskaber
- Bronze 2012 100 meter
- Bronze 2012 200 meter
- Guld 2011 Danmarksturneringen
- Guld 2011 400 meter
- Bronze 2011 400 meter inde
- Sølv 2011 4 x 100 meter
- Sølv 2011 1000 meter stafet
- Guld 2011 4 x 400 meter
- Sølv 2011 4 x 200 meter inde
- Guld 2010 Danmarksturneringen
- Guld 2010 4 x 100 meter
- Guld 2010 4 x 400 meter
- Guld 2009 Danmarksturneringen
- Guld 2008 Danmarksturneringen
- Guld 2007 Danmarksturneringen

## Personlige rekorder
- 50 meter : 6.90 ( 2013 )
- 60 meter : 7,94 sek. ( 2014 )
- 100 meter : 12,39 sek. (2013)

- 200 meter : 25,70 sek. (2014)
- 400 meter : 59,66 sek. (2011)
- 4 x 100 meter : 46,91 sek. (2011 – landsholdet / Novo Sad Serbien)